# Eusebio Guilarte Vera

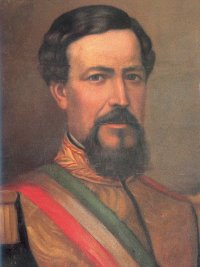
Eusebio Guilarte Vera

Eusebio Guilarte Vera (* 15. Oktober 1805 in La Paz; † 11. Juni 1849 in Cobija) war ein bolivianischer Politiker und als Nachfolger von José Ballivián Präsident von Bolivien.

## Leben
Eusebio Guilarte Vera machte zunächst Karriere beim Militär. Als Adjutant von José Ballivián war er beim Sieg über den peruanischen General Agustín Gamarra bei der Schlacht von Ingavi dabei. Zur Belohnung für sein Wirken bei der Verhinderung einer Invasion Boliviens wurde er vom Präsidenten zum Botschafter seines Landes in Brasilien ernannt. Nach seiner Rückkehr versuchte er gemeinsam mit dem Präsidenten einen Umsturz zu verhindern. Dies scheiterte jedoch an der Verweigerung des Militärs, welches Manuel Isidoro Belzu unterstützte. Präsident Ballivián floh nach Peru und übertrug Eusebio Guilarte Vera das Präsidentenamt. Dieser versuchte sich mit den Rebellen zu verständigen, wurde jedoch nach nur zwei Wochen abgesetzt. Eusebio Guilarte Vera war somit vom 23. Dezember 1847 bis zum 2. Januar 1848 formell Präsident von Bolivien. Er starb zwei Jahre später an den Folgen einer Krankheit.